# Etociazeno
El análogo 5-ciano del etonitazeno (etocianazeno, Etociazeno, 5-cianodesnitroetonitazeno) es un derivado del benzimidazol con efectos opioides, desarrollado inicialmente en la década de 1950 como parte de la investigación que dio lugar a compuestos más conocidos como el etonitazeno. Es un análogo del etonitazeno en el que el grupo 5-nitro (NO₂) se ha sustituido por un grupo nitrilo (C≡N). Se describe como de potencia reducida, pero aún significativa, en comparación con el propio etonitazeno. Se ilegalizó en Alemania en julio de 2021.